# Самдаль, Анне Метте
А́нне Ме́тте Са́мдаль (норв. Anne Mette Samdal; род. 15 июня 1971, Тронхейм) — норвежская кёрлингистка на колясках. Участник сборной Норвегии на зимних Паралимпийских играх 2010 и 2014 годов.
Также представляла Норвегию на зимних Паралимпийских играх 1998 в гонках по льду на санках-следжах (англ. ice sledge speed racing), где она дважды стала чемпионкой Паралимпиады.

## Достижения
- Зимние Паралимпийские игры: серебро (2018).
- Чемпионат мира по кёрлингу на колясках: золото (2007, 2008, 2017), серебро (2016), бронза (2011).

## Команды
| Сезон | Четвёртый      | Третий             | Второй             | Первый             | Запасной                                     | Турниры            |
| ----- | -------------- | ------------------ | ------------------ | ------------------ | -------------------------------------------- | ------------------ |
| 2008  | Руне Лорентсен | Йостен Стордаль    | Гейр Арне Скогстад | Lene Tystad        | Анне Метте Самдаль тренер: Thoralf Hognestad | ЧМК 2008           |
| 2009  | Руне Лорентсен | Гейр Арне Скогстад | Йостен Стордаль    | Анне Метте Самдаль | Lene Tystad тренер: Thoralf Hognestad        | ЧМК 2009 (7 место) |
| 2010  | Руне Лорентсен | Йостен Стордаль    | Гейр Арне Скогстад | Lene Tystad        | Анне Метте Самдаль тренер: Per Christensen   | ЗПИ 2010 (9 место) |
| 2014  | Руне Лорентсен | Йостен Стордаль    | Анне Метте Самдаль | Терье Рафдаль      | Сиссель Локен тренер: Оле Ингвальдсен        | ЗПИ 2014 (8 место) |

(скипы выделены полужирным шрифтом)